# Dieter Depping
Dieter Depping (* 7. srpna 1966 Hannover) je německý rallyový závodník.

## Kariéra
Dieter Depping byl v letech 1991 až 1997 jezdcem nizozemského rallyového týmu Ford Van der Marel Autosport. V letech 1992 až 1994 se stal trojnásobným německým šampionem v rally, roku 1994 také nizozemským. V letech 1994, 1996 a 1997 vyhrál Německou rallye s vozem Ford Escort RS Cosworth. Příležitostně startoval i na soutěžích Mistrovství světa v rallye. Úspěšný byl také ve velkém množství národních rallyových podniků a několikrát se zúčastnil 24 hodinového závodu na Nürburgringu i dálkového poháru s vozem VW Golf GTI.
Dieter Depping se v roce 2001 stal továrním jezdcem týmu Volkswagen Motorsport. Byl členem týmu, který 14. října 2001 v Nardò vytvořil světový rekord ve 24hodinovém závodě s vozem Volkswagen W12 Coupé. Ve stejném roce vyhrál také skupinu A do dvou litrů v německém mistrovství v rallye s vozem VW Golf IV.
V roce 2002 byl mezi testovacími jezdci soutěžního vozu VW Polo 1600 Super a terénního soutěžního vozu VW Tarek.
V roce 2003 se Depping poprvé zúčastnil Rallye Dakar.
V roce 2007 se zúčastnil Rallye Dakar se servisním vozem Volkswagen Motorsport a skončil 26. celkové umístění v klasifikaci nákladních vozidel.
Ve 24hodinovém závodě na Nürburgringu vyhrál svou třídu.
Následující rok byl třetí na Rallye Střední Evropy s vozem VW Race Touareg II.
V roce 2008 se opět zúčastnil 24hodinového závodu na Nürburgringu s továrním vozem VW Scirocco a skončil druhý v absolutní klasifikaci třídy.
Šest let po svém posledním dakarském startu v třídě automobilů se Depping zúčastnil v roce 2009 Rallye Dakar se spolujezdcem Timem Gottschalkem v jednom ze čtyř závodních Touaregů. Během několika etap se mu podařilo skončit na stupních vítězů, ale kvůli technickým problémům na začátku rally byl celkově až šestý.
V roce 2011 se podílel na vývoji VW Polo R WRC.